# Ulrich Ramé
Ulrich Ramé (født 19. september 1972 i Nantes, Frankrig) er en tidligere fransk fodboldspiller, der spillede som målmand. Han har tilbragt mere end 10 år af sin tidligere karriere i Bordeaux, efter at han i 1997 kom til fra den lavere rangerende klub Angers SCO. Han er blevet fransk mester med klubben i både 1999 og 2009.
Ramé har desuden spillet for Frankrigs fodboldlandshold, som han blandt andet blev europamester med ved EM i 2000. Han var dog ikke på banen i turneringen, og har generelt mest været inde omkring landsholdet som reservevalg.

## Resultater
Ligue 1
- 1999 og 2009 med Girondins Bordeaux

EM i fodbold
- 2000 med Frankrig

Confederations Cup
- 2001 med Frankrig